# Điên điển
Điên điển hay điền thanh thân tía, điền thanh bụi có tên khoa học là Sesbania sesban, là một loài cây thuộc họ Đậu (Fabaceae). Bông điên điển được xem là một loại rau ở miền đồng bằng Nam Bộ của Việt Nam. Người ta sử dụng nó làm dưa chua, nấu canh, làm gỏi trộn thịt gà. Cây này còn một tác dụng nữa là cải tạo đất khi sử dụng làm phân xanh, do rễ của nó cũng giống như rễ của các loài cây thuộc họ Đậu khác, có các vi khuẩn nốt sần cố định đạm sống cộng sinh. Là loài cây hoang dã nên nó dễ thích nghi với môi trường, có sức cạnh tranh mãnh liệt với sâu bệnh và các cây cỏ khác.

## Đặc tính
Cây điên điển trưởng thành đạt chiều cao từ 4-5 m; chiều rộng tán cây từ 2–3 m; rễ ăn sâu khoảng 60-70 cm; trọng lượng một cây nếu điều kiện dinh dưỡng tốt đạt tới 20 kg. Sau một vụ trồng từ 4-5 tháng thì từ 1 ha có thể thu được khoảng 60-70 tấn chất hữu cơ, lượng đạm thu được từ khí trời khoảng 100 kg nitơ (Nguồn: Nông nghiệp Việt Nam). Theo Buckman và Brady năm 1984 (Các thuộc tính tự nhiên của đất) thì 1 ha trồng cây điên điển tại Bangladesh có thể thu tới 524 kg nitơ có thể sử dụng được cho các loại cây khác.

## Gieo trồng
Mỗi ha gieo khoảng 40 kg giống. Hạt giống sau khi thu hoạch phải có thời gian nghỉ tối thiểu là 1 tháng mới đạt tỷ lệ nảy mầm cao. Để giúp cây thu đạm từ khí trời tốt hơn, người ta dùng rễ cây tươi đập ra bỏ vào nước ngâm hạt để cấy vi khuẩn nốt sần cố định đạm (chi Rhizobium họ Rhizobiaceae). Hạt ngâm bằng nước 2 sôi 3 lạnh khoảng 20 giờ rồi đem gieo.
Đất được cày trục, ngâm nước ngập luống cày. Sau khi gieo xong, rút khô nước ruộng. Nửa tháng sau khi trồng, bón khoảng 20 kg phân urê/ha. Sau đó không cần bón thêm gì.

## Cải tạo đất
Việc xử lý cây phụ thuộc vào chất đất và mùa vụ sau. 
- Nếu đất đã đủ mùn hoặc mùa sau cần làm sớm, thì sau khi gieo khoảng một tháng rưỡi (45 ngày) là cày dập.
- Nếu đất cần tăng mùn thì để cây phát triển khoảng 5 tháng cho tăng thêm sinh khối rồi mới cày. Bón 1 ha khoảng 500 kg vôi bột giữ nước ngâm nửa tháng chờ cho cây phân hủy rồi mới trục lại để gieo trồng cây khác.

## Ẩm thực
Hoa điên điển (miền Nam Việt Nam gọi là "bông") thường được người dân vùng Đồng bằng sông Cửu Long Việt Nam, như Long An, Tiền Giang, Hậu Giang, Châu Đốc An Giang, Cần Thơ... sử dụng làm các món ăn như ăn sống, nhúng lẩu chua cá linh hay lẩu mắm kho, làm dưa chua (thường kết hợp với giá đỗ), ăn kèm bún mắm hoặc bún nước lèo, làm gỏi với tép đồng v.v.

## Hình ảnh

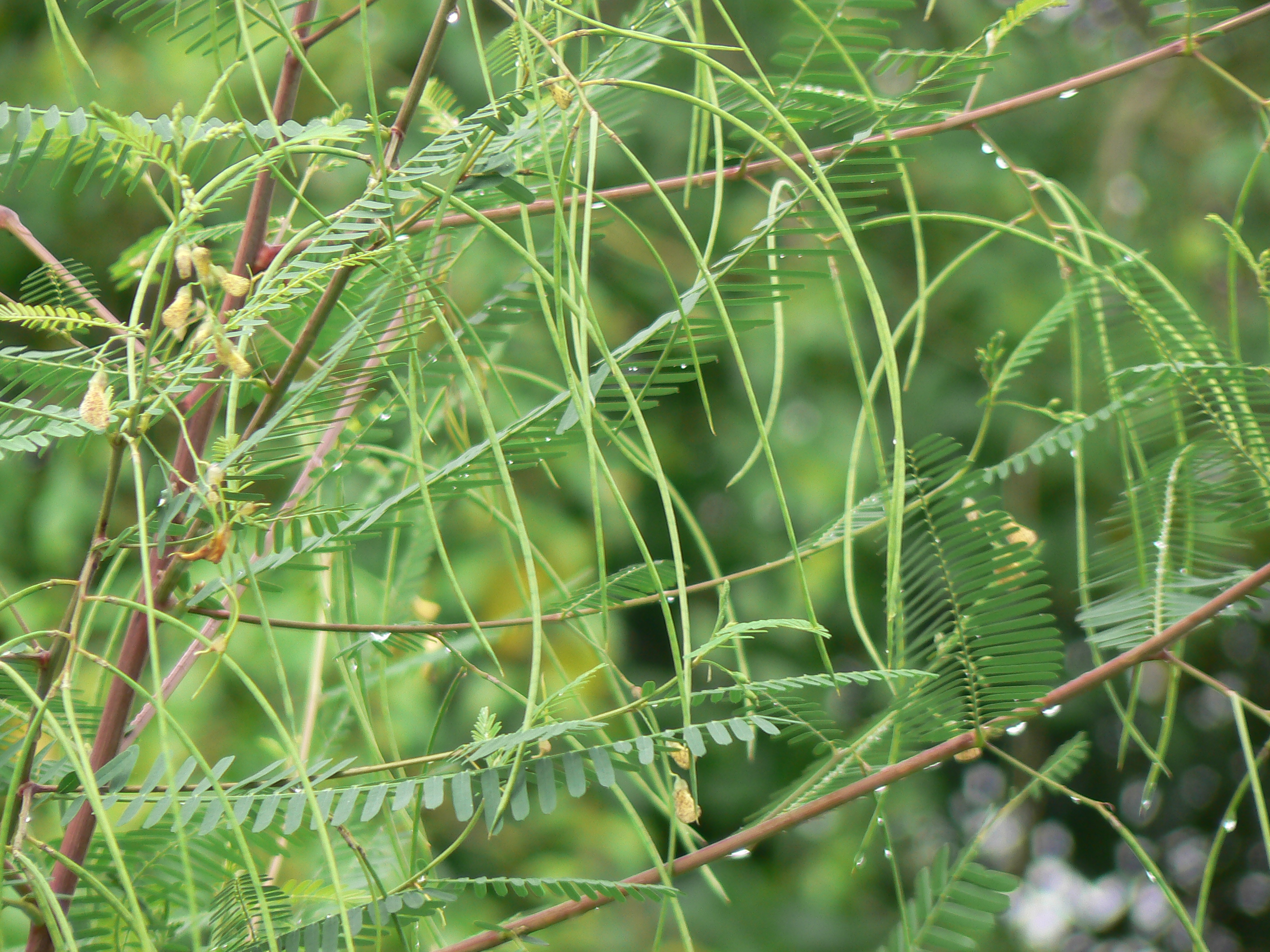
Cây điên điển
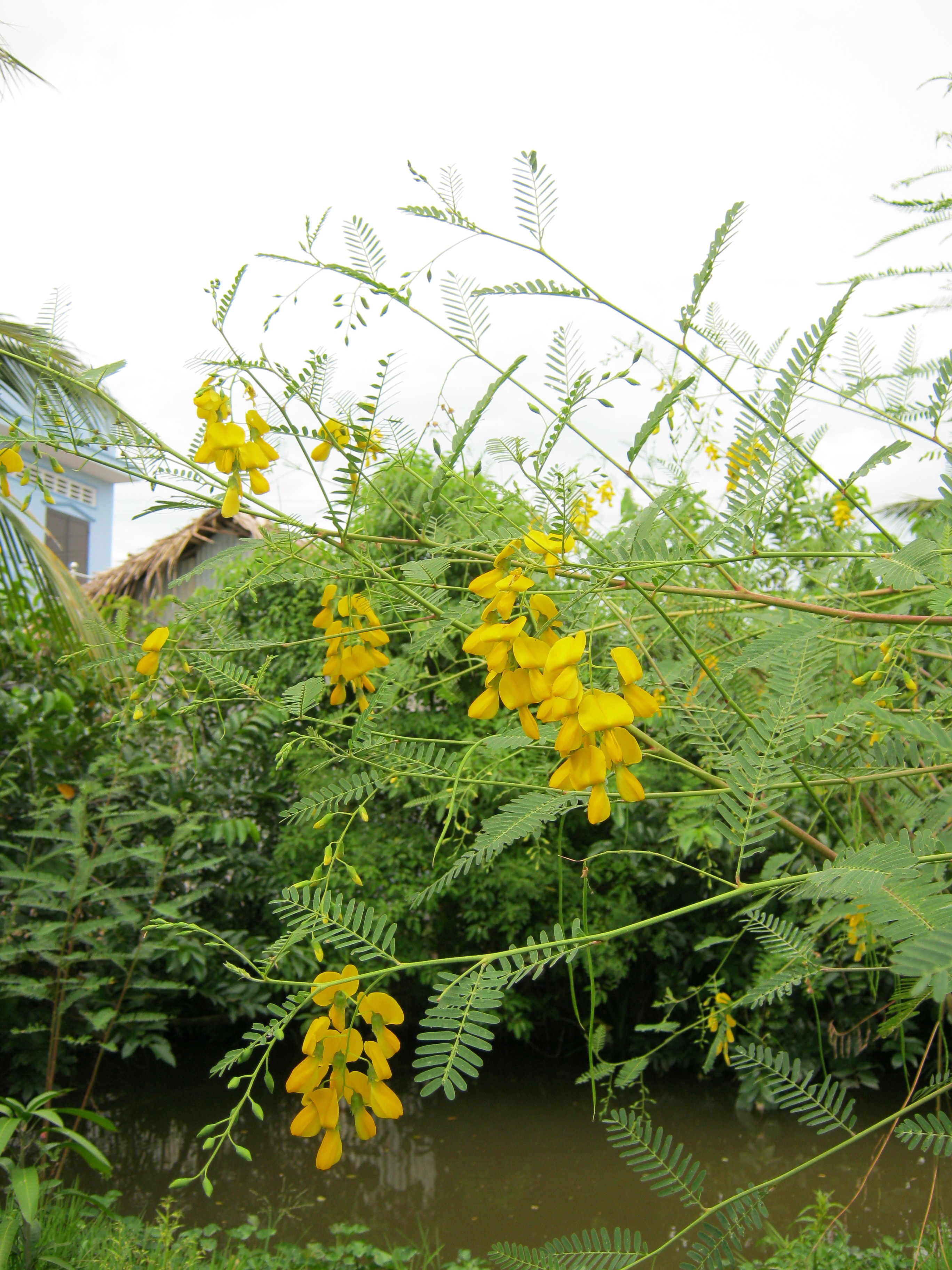
Bông (hoa) điên điển
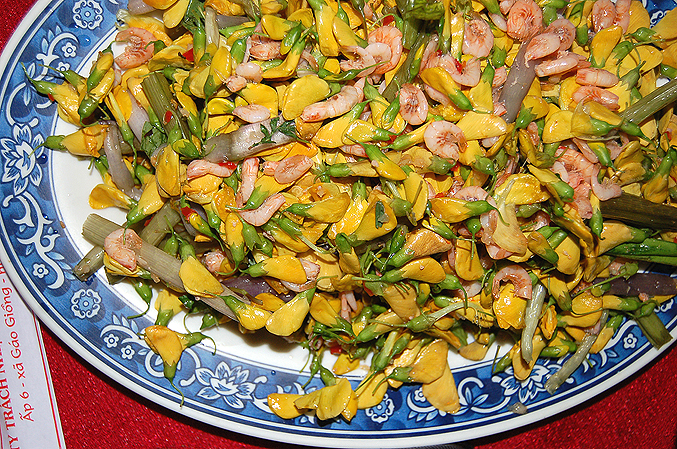
Món gỏi bông điển điển với tép đồng